# ادب (روزنامه)
روزنامه ادب با مدیریت صادق خان ادیب‌الممالک فراهانی در ۱۳۱۶ منتشر می‌شد. این روزنامه در ابتدا با عنوان «جریده ادب» و پس از مدتی فقط با نام «ادب» در سه دوره منتشر گردید. ادیب‌الممالک که نائب‌رئیس مدرسه لقمانیه تبریز بود، علاوه بر مقالات سیاسی و اجتماعی، برخی از اشعار خود را نیز در این روزنامه منتشر می‌کرد. روزنامه ادب از تبریز به قفقاز بعد به خوارزم و پس از آن به مشهد انتقال یافت.
دوره دوم انتشار این نشریه مربوط به انتشار آن در مشهد است. روزنامه «ادب» از ۱۴ رمضان ۱۳۱۸ تا شوال ۱۳۲۰ هجری قمری به صورت هفتگی چهارشنبه‌ها در مشهد با چاپ سنگی به مدت سه سال منتشر شد و از اولین روزنامه‌های دارای کاریکاتور بوده است.
دوره سوم روزنامه، دوره انتشار آن در تهران است. طبق دستور مظفرالدین‌شاه، ادیب‌الممالک موظف می‌شود این روزنامه را از مشهد به تهران منتقل کند. اولین شماره «ادب» در تهران در تاریخ ۲۷ رجب ۱۳۲۱ هجری قمری منتشر گردید و دو بار در هفته، در روزهای دوشنبه و چهارشنبه منتشر می‌شد.

## محتوا
این روزنامه حاوی اخبار و موضوعات سیاسی و اجتماعی داخلی و خارجی همچنین، شعر و ادب و بهداشت و درمان و کاریکاتور،... بود.

## آغاز و پایان انتشار
انتشار آن از سال ۱۳۱۶ هجری قمری/ ۱۹۳۷ میلادی آغاز شد و در ۱۷ شماره که دو شماره از آن مصور بود، در سه دوره ادامه یافت.
آخرین شماره روزنامه ادب در تهران در تاریخ ۱۸ ربیع‌الثانی ۱۳۲۴ هجری قمری منتشر شد.